# Vallace, o L'eroe scozzese
Vallace, o sia l'eroe Scozzese è un'opera in due atti di Giovanni Pacini su libretto di Felice Romani, andato in scena per la prima volta nel carnevale del 1820. 

## Trama
La scena è in Iscozia e nella fortezza di Stirlinga e nelle vicinanze

### Atto I
Nella fortezza di Stirlinga sono radunati i guerrieri scozzesi, sconfitti in battaglia dagli Inglesi. Giunge Cumino, il reggente di Scozia, che comunica ai guerrieri la sconfitta dell'esercito scozzese, e che ormai bisogna solo confidare nella grazia di re Odoardo d'Inghilterra. Alcuni guerrieri lo accusano di tradimento, ma Cumino si difende, sostenendo di fare solo il bene per il paese, e che l'eroe Vallace, che aveva combattuto contro il sovrano inglese in nome del re di Scozia Bruce ma poi era stato bandito dalla patria dallo stesso Cumino, fosse solo uno strumento del giogo di Odoardo. Egli decreta dunque che si riunisca il consiglio per prendere una decisione finale. Proprio in quel mentre, rientrano in patria Vallace e Bruce, ambo esuli. Il secondo, per sfuggire alle insidie del re inglese e di Cumino, è sotto la falsa identità di un guerriero francese. Vallace si imbatte, col sovrano, in un gruppo di guerrieri, affranti dalla decisione del consiglio di arrendersi; tuttavia, l'eroe scozzese, palesatosi, incita i suoi a resistere e combattere, opponendosi ai patti. Cumino comunica intanto alla propria sorella Giovanna Mar che i patti con Odoardo sono compiuti, e che in cambio del dominio della Scozia egli avrà in sposa Elena Mar, figliastra di Giovanna e sua rivale nell'affetto di Vallace. La ragazza si oppone a questi accordi, perché ella ama Vallace; tuttavia, Cumino e Giovanna si mostrano irreprensibili. Cionondimeno, giunge rapida la nuova che gli Scozzesi sono insorti di nuovo, con scorno di Cumino e Giovanna e gioia di Elena. Intanto nel campo inglese Odoardo è furibondo per la nuova insurrezione. Decide quindi di colloquiare con Vallace, che egli stesso ha fatto chiamare al suo cospetto. Per cessare il bagno di sangue, il sovrano offre a Vallace l'Irlanda in cambio della Scozia; tuttavia, quest'ultimo rifiuta sdegnoso, segnando quindi il conflitto fra Inglesi e Scozzesi. Dopo un furibondo scontro, Vallace si accampa in una campagna, dove viene raggiunto da una donna, la quale gli comunica la triste condizione di Elena. Vallace, disperato, si precipita a salvarla, ma viene arrestato subito: infatti la misteriosa donna è proprio Elena. I due si riconciliano, ma la loro gioia dura poco: infatti giungono i Bardi, costernati, che annunciano che gli Inglesi, condotti da Cumino ed Odoardo si stanno precipitando sul campo di Vallace. Non c'è fuga: il sovrano inglese sorprende i guerrieri scozzesi ed i due amanti, mentre scoppia una terribile tempesta. Odoardo, catturati i nemici, giura dunque morte e sterminio.

### Atto II
Presso le prigioni, viene introdotta Elena, vestita da bardo giovinetto. Ella chiede di poter vedere un suo presunto fratello prigioniero, ma due ufficiali le negano il permesso, sostenendo che si può parlare con i prigionieri solo quando questi escono nell'atrio a prendere aria. Allora Elena decide di allietare i due soldati con dei canti, di modo che la sua musica giunga all'amato. Quando infatti Vallace esce nell'atrio, riconosce la ragazza, e le dice, mantenendo il suo travestimento, che la storia da lei cantata e simile alla sua. Un temibile squillo di trombe interrompe l'idillico momento: è il gran consesso, che si riunisce per decretare la sorte di Vallace. Giovanna teme che il re si possa mostrare clemente, ma Cumino la rassicura: il sovrano è estremamente sdegnato, e non avrà pietà. Giunge infatti Odoardo con i suoi, ansiosa di placare la sua furia nei confronti di Vallace. Questi viene condotto di fronte al sovrano, che gli chiede con insistenza il nascondiglio di re Bruce; il paladino scozzese si rifiuta di svelarlo, ed Odoardo decreta dunque per lui la morte. Giunge all'improvviso Elena, che sostiene di conoscere il nascondiglio del re scozzese, a patto di salvare la vita all'amato. Odoardo acconsente, ma Vallace ferma la fanciulla, sostenendo che se avesse parlato, si sarebbe ucciso lo stesso. Elena, colta da contrastanti sentimenti, decide di morire con l'eroe. Odoardo, al colmo della sua furia, decreta per lui la morte, e per lei perpetuo carcere. Giovanna intanto spera che la figliastra ceda alla prigionia, quando Cumino giunge turbato, portando la notizia che re Bruce, saputo della cattura dell'amico, ha guidato un assalto scozzese. La donna teme dunque che le sue macchinazioni contro Vallace possano andare a vuoto. Nel suo carcere, Elena prega per la sorte dell'amato; tuttavia, viene immediatamente confortata da un gruppo di guerrieri scozzesi, giunti a liberarli, che recano la notizia che la Scozia è vincitrice, Vallace salvo, Cumino è morto in battaglia ed il re Odoardo, disarmato, è stato catturato. Nella fortezza di Stirlinga, sfila Vallace con l'esercito vinto ed il re prigioniero: dopo aver riconosciuto in Bruce il legittimo re di Scozia, Odoardo, ammirato dalla sua virtù, chiede perdono e pace. L'opera si chiude nel giubilo generale e con la prospettiva del prossimo matrimonio fra Vallace ed Elena.

## Struttura musicale
- Sinfonia

### Atto I
- N. 1 - Introduzione Tacion le trombe e i timpani - L'Anglia ha vinto: il sangue nostro (Cumino, Coro)
- N. 2 - Coro e Cavatina di Vallace Non più dimora: andiamo... - Prodi amici, ai vostri accenti (Vallace, Coro)
- N. 3 - Cavatina di Elena Di un amor che il volgo ignora (Elena, Cumino, Giovanna, Coro)
- N. 4 - Cavatina di Odoardo No, che non sei nell'anima
- N. 5 - Duetto fra Odoardo e Vallace Senti: s'è ver che tanto
- N. 6 - Finale I Con fioca luce, e pallida (Coro, Vallace, Elena, Odoardo, Cumino)

### Atto II
- N. 7 - Introduzione seconda Spunta il dì; più non ci desta (Coro)
- N. 8 - Canzone di Elena O guerriero sventurato
- N. 9 - Duetto fra Vallace ed Elena Ah! se del caro principe (Vallace, Elena, Glocester, Coro)
- N. 10 - Aria di Odoardo Io ripongo in vostra mano (Odoardo, Coro)
- N. 11 - Terzetto fra Vallace, Elena ed Odoardo Deh! tu quell'alma debole (Vallace, Elena, Odoardo, Coro)
- N. 12 - Cavatina di Giovanna Ah! se ha da vivere
- N. 13 - Aria di Elena Forse estinto in questo istante (Elena, Coro)
- N. 14 - Coro ed Aria Finale di Vallace Lode e plauso al Lione di Scozia - Questo istante, o Prence amato (Coro, Vallace, Bruce, Odoardo, Elena)